# Tuscola (Texas)
Tuscola è una città degli Stati Uniti d'America, situata nello Stato del Texas, nella Contea di Taylor.